# Pantabangan-Stausee
Der Pantabangan-Stausee ist eine große Talsperre am Fluss Pampanga auf den Philippinen. Der Staudamm zählt mit 104 Metern Höhe und 1615 Metern Länge zu den größten im Lande.

## Staudamm
Der Staudamm liegt in den Caraballo-Bergen auf der Insel Luzon, auf dem Gebiet der Gemeinde Pantabangan in der Provinz Nueva Ecija. Er dient der Bewässerung von 1064 km² Landfläche, dem Hochwasserschutz und der Stromerzeugung. Der Stausee fasst maximal 2.996 Millionen Kubikmeter Wasser und umfasst eine Fläche von 69,62 Quadratkilometer.
Der Staudamm wurde in einem schmalen Canyon unterhalb des Zusammenflusses der beiden Flüsse Carranglan und Pantabangan errichtet. Er besteht aus einer Mischung aus Erd- und Steinschüttmaterial. Die Planung und Konstruktion begann 1971 und die Bauarbeiten dauerten bis Mai 1977. Die Kronenbreite beträgt 12 Meter und die Tiefe des Dammes an seiner Basis ca. 535 Meter. Der Konstruktion gilt als erdbebensicher: sie widerstand bereits einem Erdbeben mit einer Stärke von 7,7 auf der Richterskala im Jahre 1990. Die Talsperre verfügt über eine Hochwasserentlastung mit vier voneinander unabhängigen Verschlüssen, um ein Überströmen des Dammes zu verhindern. Der Zufluss wird von der National Irrigation Authority (NIA) kontrolliert und damit die Stauhöhe des Sees von ihr festgelegt. Das Bewässerungssystem, das durch den Stausee gespeist wird, versorgt die landwirtschaftlichen Betriebe in den Distrikten I und II in der Provinz Nueva Ecija.

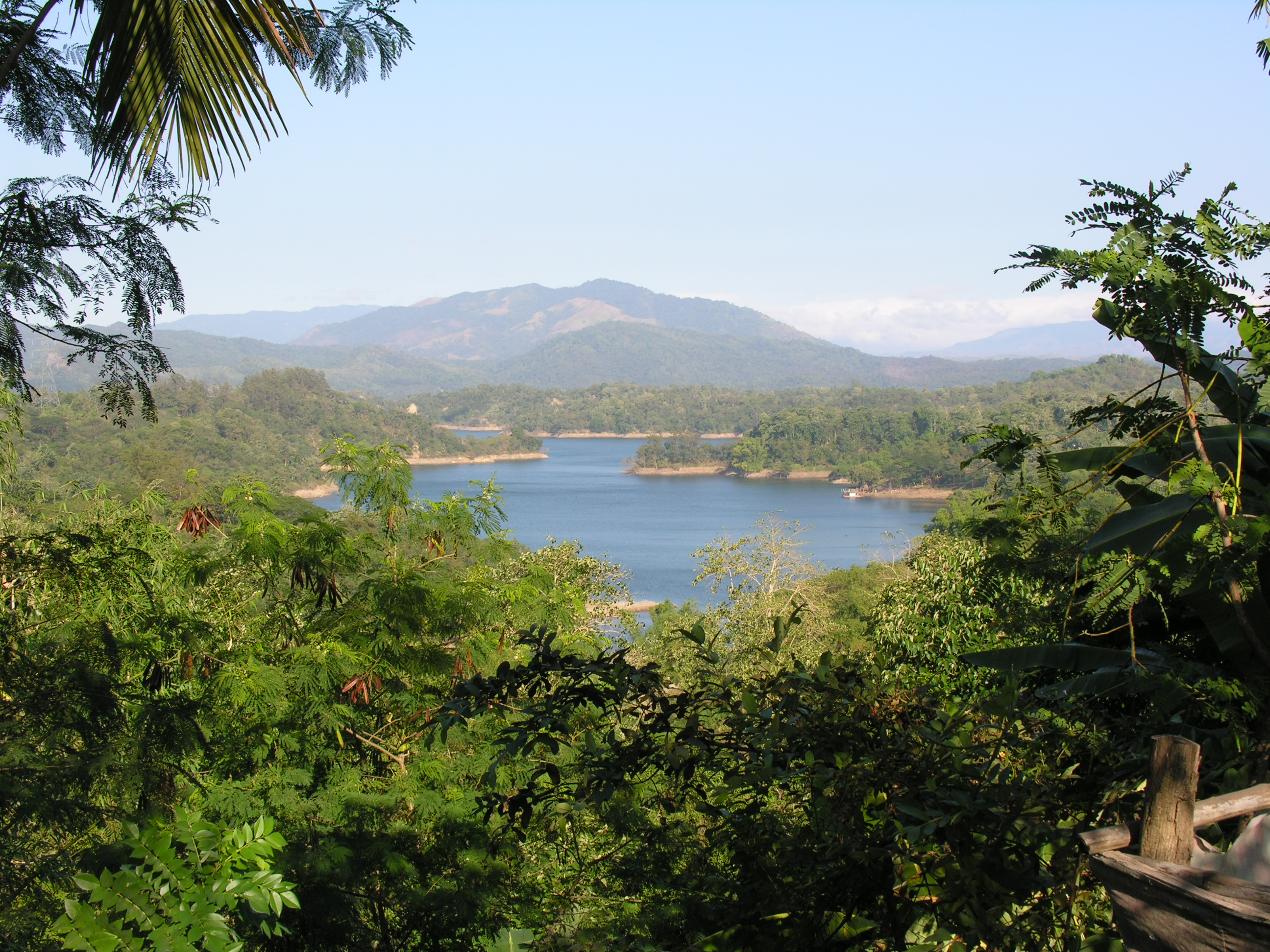
Lake Pantabangan

## Wasserkraftwerk

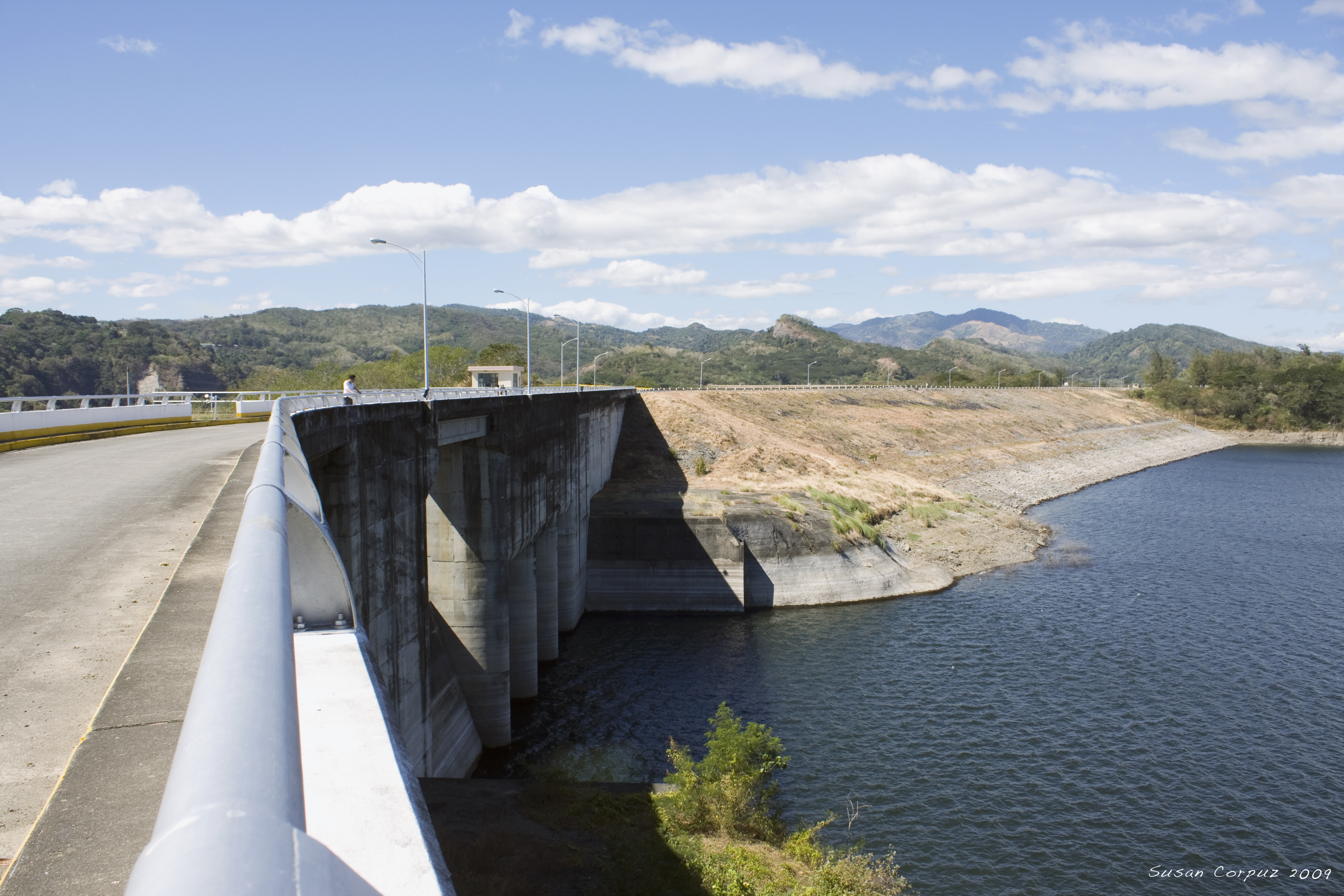
Der Pantabangan-Staudamm

Das Masiway-Wasserkraftwerk wurde von 1977 bis 1981 errichtet und liegt ca. 7 km unterhalb des Staudammes. Es erzeugt ca. 100 Megawatt elektrischen Strom. Es ist als Dauerlastkraftwerk ausgelegt und verfügt über zwei Francis-Turbinen, des Herstellers Voestalpine, mit jeweils einer Nennleistung von 50 Megawatt. Das Kraftwerk ist über zwei Rohrleitungen mit dem Staudamm verbunden. Sie messen sechs Meter im Durchmesser und sind oberirdisch verlegt. Das Wasserkraftwerk befindet sich im Besitz der philippinischen National Power Corporation.